# Найкраще в мені (фільм)
«Найкраще в мені» (англ. The Best Of Me) — американська романтична фільм-драма режисера Майкла Хоффмана. Сценарій написав Майкл Хоффман у співавторстві з Уіллом Феттерсом і Джей Міллс Гудлоу, на основі роману 2011 року Найкраще в мені Ніколаса Спарка. У фільмі знімалися: Джеймс Марсден та Мішель Монаган.
Основні зйомки фільму розпочалися 6 березня 2014 року в місті Новий Орлеан. Вихід фільму відбувся 17 жовтня 2014 року, реліз Relativity Media.

## У ролях
- Джеймс Марсден, як Доусон Коул[3]
  - Люк Брейсі, як молодий Доусон Коул[4]
- Мішель Монаган, як Аманда Кольєр[5]
  - Ліана Ліберато як молода Аманда Кольєр[6]
- Себастьян Arcelus, як Френк Рейнольдс[7]
- Джеральд McRaney[7]
- Джон Тенні, як Харві Кольєр[8]
- Керолайн Гудолл
- Ян Нельсон, як Джаред
- Шайлер Фіск як Старий Квітень
- Роб Мелло, як Тед Коул